# Assassin's Creed III
Assassin's Creed III je pátým dílem herní série Assassin's Creed, který vydala společnost Ubisoft. Hra se odehrává převážně v USA (Boston, New York, ale i divočina). Ve hře se objevují noví hrdinové - Haytham a Connor Kenway.
Tento titul je první v sérii, který byl dostupný i pro konzoli Wii U od Nintenda. Předchozí díl se nazýval Assassin's Creed: Revelations a další díly po AC III jsou AC III: Liberation a AC IV: Black Flag.

## O hře
AC III nabízí zcela jinou dobu, jiné prostředí, jiného hlavního protagonistu (respektive předka - Desmond stále zůstává jako protagonista současnosti) a také nový engine (AnvilNext). Odehrává se převážně v období Americké války za nezávislost. Ve hře jsou zmíněny i některé významné historické milníky (např. Bostonské pití čaje) a historické postavy (např. George Washington). Objevily se novinkové funkce, jako je třeba páčení zámků, možnost probíhání některými domy, také je nově nutné si podzemní chodby rychlého cestování projít a vyhledat, Connor se může věnovat i lovu zvěře a obchodování s různými výrobky a surovinami, které získává buď sám, nebo je vyrábí řemeslnicí, kteří pracují pro Daveportovu usedlost. Connor se také nově léčí samovolně, bez použití lékárniček ("autoheal") a je opět možné při cestách využívat koně. Hra obsahuje také námořní plavby a souboje lodí, byť jde většinou o nepovinné úkoly. Některé prvky z předchozích her naopak vymizely, třeba už není možné kupovat městské budovy, ve městech se také už neobjevují žoldnéři, zloději a kurtizány/cikáni, není možné používat hákovou čepel a vrhací nože, bratrstvo asasínů bylo velmi zjednodušeno.

## Děj
Na počátku Desmond Miles odchází do tajemného chrámu, který by měl údajně zvrátit obávaný konec světa. Ovšem v roli předka, hráč se ocitá v roli templáře Haythama Kenwaye v druhé polovině 18. století v Koloniální Americe během Americké revoluce, který je ale jen dočasnou postavou. Kenway v Londýnském divadle spáchal vraždu, aby získal tajemný amulet (klíč) a posléze utekl do Bostonu. Seznámí se s indiánkou Kaniethí:io (Zia), s níž později zplodí Ratonhnhaké:tona (později pojmenovaném jako Connor), tedy hlavního předka - hrdinu hry.
Ratonhnhaké:ton (Connor Kenway), napůl indián z kmene Mohawků a napůl Angličan, syn Haythama Kenwaye. Nenosí ale jeho jméno, protože Haythama neměl v lásce. Byl to templář. Když byl Ratonhnhaké:ton dítětem, kolonisté mu vypálili jeho rodnou vesnici, přičemž zemřela i jeho matka. Za útokem stál templář Charles Lee a Ratonhnhaké:ton přísahal, že se pomstí. Později se setkal s duchem Juno, která mu poradila aby sledoval asasínský symbol a chránil svatyni. Ratonhnhaké:ton se tedy vydá za Achillem Davenportem, který ho zasvětí do asasínských tajů a vycvičí ho, stává se Ratonhnhaké:tonovým přítelem a mentorem, později ho pojmenovává jako Connora, Achillova starého učitele.
Děj hry probíhá v rozmezí let 1753 až 1783 a hlavním úkolem hráče bude pomstít se za padlé obyvatele vesnice a také zabít svého templářského otce a jeho pravou ruku Charlese Leeho. V průběhu hry se Connor setká se Samuelem Adamsem, Templáři vyprovokují třeba Bostonské pití čaje, pokusí se zavraždit George Washingtona - z čehož je obviněn Connor a je proto i krátce vězněn a málem popraven. Asasíni pomáhají spíše patriotům a templáři zase "červenokabátníkům" (Britům). Connor krátce spojí síly i se svým otcem Haythamem a sní o spojení templářů a asasínů. Zjistí, že příkaz na vypálení jeho rodné osady vydal George Washington a ne jeho otec, jak se domníval. Connor se nakonec otočí zády i k patriotům a zabije svého otce. Vedení templářů tak přebere Charles Lee, jehož později také konečně zabije. Connor nalezne Jablko ("Úlomek ráje"), díky kterému se setká s Juno. Ta mu řekne, že amulet, který je posledním klíčem, uschová do hrobu Achillova syna Connora Davenporta, který zemřel jako malý chlapec, spolu s jeho matkou, Achillovou ženou, Abigail.
Desmond, k němuž se přidal i jeho otec, nalezne klíč (amulet). Hologram Juno ho vyzve, aby se pokusil spasit svět, což učiní i přesto, že se ho Minerva snaží přesvědčit, aby Juno neposlouchal, jelikož si dle Minervy chce svět podmanit sama pro sebe. Desmond ale Minervu neposlechne a obětuje se za, snad, lepší svět aktivací centrálního chrámu. Země je díky tomu zachráněna před masivní sluneční erupcí. Sama Juno poté u mrtvoly Desmonda zlovolně konstatuje, že teď je „řada na ní“...
Ve hře se objevují i skutečné historické postavy, např. Samuel Adams, John Hancock, George Washington, aj.

## DLC
- Ukrytá tajemství přidává do hry 3 dodatečné mise (Ztracené mayské ruiny, Duch války a Potopené tajemství), jejichž splnění odemkne hráčům další zbraň do hry. Dále tento DLC balíček přináší dva vzhledy pro hru jednoho hráče (Kapitán Aquily a Koloniální asasín) a dvě postavy do hry pro více hráčů (Červenokabátnice a Ostrostřelec).

- Bitvou zocelený balíček přidává do hry tři nové hratelné postavy (Guvernér, Horal a Kojot) a tři nové mapy do hry pro více hráčů (Charlestown, pevnost St. Mathieu a Saint Pierre).

- The Tyranny of King Washington (Tyranie krále Washingtona) třídílné DLC využívá alternativní reality, kdy George Washington získal Americkou korunu a zatoužil po absolutní moci. Hráč ho však musí v roli Connora pochopitelně zastavit.

## Edice
Speciální edice, ve kterých se nachází bonusy a spousta jiného.

### Freedom edition
- 24 cm vysokou figurku Connora

- kovovou krabičku, o jejíž vzhled se postaral oceněný komiksový výtvarník Alex Ross
- zápisník George Washingtona
- jednu exkluzivní litografii
- 2 herní mise do hry jednoho hráče

Ztracené mayské ruiny – odměna: Šavle kapitána Kidda
Duch války – odměna: Válečný kyj amerického domorodce Pontiaca
- 1 herní balíček do hry pro vice hráčů

Balíček Ostrostřelce – 1 nová postava Ostrostřelec, 1 relikvie, 1 emblém a 1 speciální obrázek a titul "Šašek"

### Join or Die
- asasínský medailon
- zápisník George Washingtona
- 1 herní misi do hry jednoho hráče

Duch války – odměna: Válečný kyj amerického domorodce Pontiaca
- 1 herní balíček do hry pro vice hráčů

Balíček Ostrostřelce – 1 nová postava Ostrostřelec, 1 relikvie, 1 emblém a 1 speciální obrázek a titul "Šašek"

### Speciální GAME edice
- 1 herní misi do hry jednoho hráče

Nebezpečné tajemství – odměna: Mušketa s křesacím zámkem